# Leptophryne cruentata
Espèce
Synonymes
- Bufo cruentatus Tschudi, 1838
- Bufo montanus Werner, 1897

Statut de conservation UICN

 CR C2a(i) : 
En danger critique
Leptophryne cruentata est une espèce d'amphibiens de la famille des Bufonidae.

## Répartition
Cette espèce est endémique de la province de Java occidental sur l'île de Java en Indonésie. Elle se rencontre entre 1 000 et 2 000 m d'altitude sur le mont Pangrango, le mont Gede et le Curug Luhur.

## Description
Les mâles mesurent de 20 à 30 mm et les femelles de 25 à 40 mm.

## Publication originale
- Tschudi, 1838 : Classification der Batrachier, mit Berucksichtigung der fossilen Thiere dieser Abtheilung der Reptilien, p. 1-99 (texte intégral).